# Англійська армада
Англійська армада, (англ. English Armada), також відома як Контрармада або Експедиція Дре́йка-Норріса — військовий флот, відправлений до Іберійського півострова королевою Англії Єлизаветою I у 1589 році під час Англо-іспанської та Вісімдесятилітньої війн. Експедицію очолив сер Френсіс Дрейк в якості адмірала і сер Джон Норріс в якості керівика військ. Завданням Контрармади було знищення залишків Непереможної армади в портах Іспанії та виведення Португалії з-під влади Габсбурзької Іспанії. Воєнна експедиція закінчилася розгромом англійської ескадри та великими втратами з обох сторін, а також відродженням Іспанії як морської держави протягом наступного десятиліття.

## Цілі Англійської армади
Після поразки Непереможної армади королева Англії Єлизавета I вирішила змусити іспанського короля Філіпа II підписати мирний договір.
Цілями англійської експедиції були:
- Знищення іспанського Атлантичного флоту, що розміщувався в портах Ла-Коруньї, Сан-Себастьяну і Сантандеру.
- Висадка в Лісабоні та підтримка повстання проти іспанського короля Філіпа II, який з 1583 року обіймав португальський престол як Феліпе I.
- Створення постійної англійської залоги на Азорських островах,
- Захоплення іспанського Срібного флоту, який повинен був повертатися з іспанських американських колоній в Кадіс.

Головною ж ціллю експедиції було зняття торгового ембарго шляхом відновлення незалежності Португальської імперії, до якої входили Бразилія і Вест-Індія, а також торгові поселення в Індії й Китаї. Єлизавета прагнула відновити торгівлю і цим зменшити вплив Габсбургів у Європі.
На майбутню експедицію очікувала низка небезпек:
- Португальські дворянство й духовенство в 1581 році визнали іспанську нову владу на скликаних кортесах, що відкрило шлях для Іберійської унії. Останнім представником правлячої Авіської династії був Антоніу Кратунський, який до 1582 року намагався втриматись на португальських Азорських островах, але після перемоги іспанського флоту в битві при Понта-Дельгада перебрався до Франції, звідки звернувся за допомогою до Англії. Прихильник Габсбургів, Папа Римський Григорій XIII, відмовився звільняти його від церковного звертання (яке забороняло коронуватися та заводити дітей), а серед інших претендентів була й нащадок короля Мануеля I Катерина Браганса[en].
- Надлишкова віра в те, що вдасться повторити успіх нападу Френсіса Дрейка на Кадіс[en] у 1587 році.

Експедиція була оформлена як акціонерне товариство з капіталом приблизно £ 80 000. З них одну чверть вклала англійська королева, одну восьму — Нідерланди, решту сформували внески дворян, купців і ремісників. Відплиття флотилії затримувалось через невчасну поставку запасів і несприятливу погоду. Також виникли проблеми через псування третини запасів і різким зростанням кількості добровольців (з 10 000 до 19 000 осіб, з яких досвідчених військових було всього 1800).

## Експедиція
Англійський флот складався з шести королівських галеонів, 60 англійських озброєних гарматами  торгових суден, 60 голландських флібутів і приблизно 20 пінасів. Крім піхоти на кораблях були 4000 моряків і 1500 офіцерів, а також різні шукачі пригод. Дрейк розділив кораблі на п'ять ескадр, які очолили: він сам на кораблі "Revenge", брати сер Джон і сер Едуард Норріси, Томас Феннер на кораблі «Дредноут» і Роджер Вільямс на судні "Swiftsure". До них без дозволу королеви також приєднався граф Ессексу Роберт Девере.
Більшість втрат іспанської Непереможної армади становили озброєні торгові судна, у той час як її ядро з бойових кораблів, хоч із труднощами, повернулося додому для проведення багатомісячного ремонту в доках, що й були ціллю для англійського нападу.
Непередбачені затримки й побоювання застрягти в Біскайській затоці змусили Дрейка піти в обхід Сантандеру, де лагодилася велика частина кораблів, і замість цього напасти на місто Ла-Корунья в Галісії. Норріс зайняв нижнє місто, вбивши 500 іспанців і розграбувавши винні погреби, у той час як Дрейк знищив 13 торгових суден у пристані. Протягом наступних двох тижнів переважав західний вітер, і в очікуванні його зміни англійці зайнялися облогою верхнього міста. Кілька іспанських галер зуміли прослизнути повз англійський флот та доставити запаси захисникам. Коли подув сприятливий вітер, англійці зняли облогу. Під Ла-Коруньєю англійці втратили чотирьох капітанів, кілька сотень солдатів і 3000 осіб на 24 транспортних кораблях. Багато голландців після цього повернулися в Англію або в Ла-Рошель.
Лісабонська залога була незадовільною, але за той час, що англійці витратили на облогу Ла-Коруньї, іспанці встигли зміцнити оборону Португалії. Коли частина англійський флоту на чолі з Норрісом нарешті прибула до Ліссабону, очікуване повстання так і не розпочалося, і  бажаних цілей досягти не вдалося. 30 червня Дрейк захопив флотилію з 20 французьких і 60 ганзейських кораблів, що продовжували здійснювати торгівлю з Іспанією, не зважаючи на встановлене Англією ембарго. Англійський історик Річард Брюс Вернгем назвав це ударом для іспанської торгівлі, проте пізніше королева мусила опублікувати виправдувальний звіт Declaration of Causes, оскільки постраждали від нападу також і англійські вкладники.
Після знищення зерносховища в Лісабоні, англійці перекрили постачання й військово-морський зв'язок. Однак попри хизування графа Ессексу, який всадив свого меча у ворота міста, щоб викликати захисників на битву, взяти Лісабон без артилерії й підтримки місцевого населення було неможливо. Повстання не відбулося частково через відсутність Дрейка, поділ та втрату зв'язку між сухопутними та морськими силами після висадки в Пеніше, а також небажання захисників міста відбиватися.
Граф Ессексу отримав наказ від Єлизавети I повернутися до двору та відмову надіслати підкріплення й обладнання для повноцінної облоги, оскільки королева не мала ніякого бажання вести наземну війну в Португалії. Через це експедиція вирішила зосередитися на створенні залоги на Азорських островах. Однак іспанська влада вже була готовою до можливої облоги, а англійці до цього часу зазнали втрат в людських ресурсах від хвороб. Двоє озброєних торгових суден у Лісабоні потрапили в засідку дев'яти іспанських галер під управлінням Алонсо де Базана. «Rivenge» відбила корабель «Вільям» вже після залишення його власним екіпажем, але після бою через брак людей для подальшої подорожі судно довелось затопити. Інший корабель охопила пожежа після довгої сутички, і наостанок він затонув разом зі своїм капітаном Майнсшоу. Одне з трьох суден, що перевозили залишки екіпажу «Вільяма», затонуло після нападу іспанських кораблів.
Незабаром стало очевидно, що висадка на Азорських островах неможлива. До цієї миті під орудою Дрейка залишалися 2000 осіб (інші були недієздатні), буря знищила низку кораблів. Норріс відправився на батьківщину разом із пораненими та хворими, Дрейк з іншими 20 кораблями вирушив на полювання за іспанськими суднами зі скарбами з Нового Світу. Англійці потрапили в чергову сильну бурю та не змогли виконувати завдання. Після розграбування Порту-Санту біля острова Мадейра його корабель «Помста» почав протікати й ледь не потонув, після чого було вирішено повертатись в Плімут.
Крім 18 знищених або захоплених кораблів біля Ла-Коруньї та Лісабону, англійський флот втратив приблизно 40 кораблів. 14 із них затонули через дії іспанських військово-морських сил: 3 — біля Ла-Коруньї, 6 — знищено Мартіном де Падільєю, 3 — Алонсо де Базаном, а 2 — біля Арамбуру. Інші судна були знищені під час бурі на зворотній дорозі. Після повернення Контрармади до Англії,  серед населення британських портів поширилися спалахи захворювань. Жодної з цілей експедиції не було досягнуто, наслідки сильно вплинули на акціонерні товариства. Англійці зазнали важких втрат у кораблях, особовому складі й запасах, зумівши захопити всього 150 гармат і £ 30 000 (приблизно 1/10 річного доходу королівства). Єдиним можливим досягненням можна вважати тимчасове порушення іспанської морської торгівлі й порушення постачання іспанських військ у Фландрії, що могло стати причиною повстання серед війська Алессандро Фарнезе у Фландрії дещо пізніше, у серпні 1589 року.

## Наслідки
Провал експедиції завдав збитків скарбниці Англії. Продовження війни ще сильніше позначилося на Іспанії, яка одночасно брала участь у військових діях у Франції й Нідерландах, через що була вимушена в 1596 році оголосити дефолт через заборгованість. У 1595 році іспанське військо висадилося в Корнуоллі на заході Англії, а відправлені в наступні два роки дві флотилії були знищені бурею. Повноцінної переваги жодна зі сторін зіткнення добитися не змогла, тому після смерті королеви Єлизавети I і сходження на престол шотландця Якова II, в 1604 році між Англією і Іспанією був укладений Лондонський мир.

## Книжництво
- J. H. Elliott La Europa dividida (1559—1598) (Editorial Critica, 2002). ISBN 978-84-8432-669-4
- R. O. Bucholz, Newton Key Early modern England 1485—1714: a narrative history (John Wiley and Sons, 2009). ISBN 978-1-4051-6275-3
- John Hampden Francis Drake, privateer: contemporary narratives and documents (Taylor & Francis, 1972). ISBN 978-0-8173-5703-0
- Fernández Duro, Cesáreo (1972). Armada Española desde la Unión de los Reinos de Castilla y Aragón. Museo Naval de Madrid, Instituto de Historia y Cultura Naval, Tomo III, Capítulo III. Madrid.
- Winston Graham The Spanish Armadas (reprint, 2001) pp. 166ff. ISBN 0-14-139020-4
- Geoffrey Parker, 'The Dreadnought Revolution of Tudor England', Mariner's Mirror, 82 (1996): 269—300.
- J. H. Parry, 'Colonial Development and International Rivalries Outside Europe, 1: America', in R. B. Wernham (ed.), The New Cambridge Modern History, Vol. III: 'The Counter-Reformation and Price Revolution 1559—1610' (Cambridge: Cambridge University Press, 1971): 507-31.
- Helmut Pemsel, Atlas of Naval Warfare: An Atlas and Chronology of Conflict at Sea from Earliest Times to the Present Day, translated by D. G. Smith (London: Arms and Armour Press, 1977).
- Mattingly, Garrett, The Armada (Mariner Books, New York 2005). ISBN 0-618-56591-4
- John A. Wagner, Historical Dictionary of the Elizabethan World: Britain, Ireland, Europe, and America (New York: Checkmark Books, 2002).
- R. B. Wernham, «Queen Elizabeth and the Portugal Expedition of 1589: Part I» The English Historical Review 66.258 (January 1951), pp. 1-26; «Part II» The English Historical Review 66.259 (April 1951), pp. 194—218. Wernham's articles are based on his work editing Calendar State Papers Foreign: eliz. xxiii (January-June 1589).